# Io domani/Dove vai
Io domani/Dove vai è il settimo singolo di Marcella, pubblicato su vinile a 45 giri nel 1973.

## Io domani
Scritta da Giancarlo Bigazzi e Gianni Bella, Io domani è uno dei brani di maggior successo della cantante; sigla della trasmissione radiofonica Gran varietà, si classifica al primo posto al Festivalbar, ex aequo con Mia Martini.
Nel 1986, Mina esegue una cover del brano per l'album Sì, buana - Vol.1 (PDU, PMA 749).

## Tracce
1. Io domani
2. Dove vai